# デビッド伊東
もしかして
- デビット伊東

ではありませんか？